# Delft (Hulst)
Delft is een buurtschap in de gemeente Hulst, in de Nederlandse provincie Zeeland. De in de regio Zeeuws-Vlaanderen gelegen buurtschap behoorde voorheen tot de gemeente Hengstdijk en de gemeente Vogelwaarde. De buurtschap ligt ten noordoosten van het dorp Hengstdijk en ten zuidwesten van het dorp Kloosterzande. Delft bestaat uit een tiental huizen langs de Plattedijk ter hoogte van de kruisingen met de Hengstdijkstestraat en de Hengstdijkse Kerkstraat. Vanaf 1916 had de Zeeuwsch-Vlaamsche Tramweg-Maatschappij de stopplaats Delft in de buurtschap. Deze stopplaats werd hoofdzakelijk voor suikerbieten gebruikt. De naam Delft is de laatste jaren in onbruik geraakt. Zo stamt de laatste vermelding van de buurtschap uit een krant uit 1965.
De postcode van de buurtschap is 4585, de postcode van Hengstdijk.